# Darius Johnson
Darius Johnson (Chelsea, Inglaterra, 15 de marzo de 2000) es un futbolista británico que juega de delantero en el Phoenix Rising F. C. de la USL Championship.

## Trayectoria
De joven, realizó varias prácticas y pruebas con clubes de fútbol, primero con el Queens Park Rangers F. C. antes de dirigirse a equipos como el Tottenham Hotspur F. C., el Crawley Town F. C. y el Oxford United F. C., pero no consiguió contratos permanentes. Tras una pausa posterior en el fútbol, regresó a los diecisiete años para jugar en las categorías inferiores del Harrow Club. Durante su estancia con ellos, jugó en un amistoso contra el equipo de YouTube Rising Ballers; que posteriormente lo fichó. Finalmente dejó el club, antes de incorporarse al Kensington & Ealing Borough, de la Combined Counties Football League.
Tras disputar cinco partidos con el equipo semiprofesional, se incorporó al Chelsea F. C. a prueba. Se ganó la posibilidad de un contrato después de participar en la Premier League 2 contra el Brighton & Hove Albion F. C., pero no pudo firmar debido a la prohibición de fichar del Chelsea. Se aseguró una prueba con el equipo neerlandés FC Volendam a mediados de 2019. Poco después recibió un contrato profesional, tras participar en un partido de exhibición contra el VPV Purmersteijn. Debutó como profesional el 23 de agosto de 2019 durante una derrota por 3-0 a domicilio ante De Graafschap Doetinchem, ya que salió del banquillo para sustituir a Nick Doodeman tras 79 minutos.
Marcó su primer gol en la liga del FC Volendam el 13 de septiembre, en el empate en casa contra el F. C. Dordrecht.

## Estadísticas

### Clubes
Actualizado al último partido disputado el 1 de marzo de 2024.
| Club                          | Div.          | Temporada     | Liga  | Liga  | Copas nacionales | Copas nacionales | Copas internacionales | Copas internacionales | Total | Total |
| Club                          | Div.          | Temporada     | Part. | Goles | Part.            | Goles            | Part.                 | Goles                 | Part. | Goles |
| ----------------------------- | ------------- | ------------- | ----- | ----- | ---------------- | ---------------- | --------------------- | --------------------- | ----- | ----- |
| F. C. Volendam · Países Bajos | 2.ª           | 2019-20       | 13    | 1     | 1                | 0                | —                     | —                     | 14    | 1     |
| F. C. Volendam · Países Bajos | 2.ª           | 2020-21       | 8     | 0     | 1                | 0                | —                     | —                     | 9     | 0     |
| F. C. Volendam · Países Bajos | 2.ª           | 2021-22       | 4     | 0     | 0                | 0                | —                     | —                     | 4     | 0     |
| F. C. Volendam · Países Bajos | 1.ª           | 2022-23       | 2     | 0     | 0                | 0                | —                     | —                     | 2     | 0     |
| F. C. Volendam · Países Bajos | 1.ª           | 2023-24       | 15    | 0     | 1                | 0                | —                     | —                     | 16    | 0     |
| F. C. Volendam · Países Bajos | Total club    | Total club    | 42    | 1     | 3                | 0                | 0                     | 0                     | 45    | 1     |
| Total carrera                 | Total carrera | Total carrera | 42    | 1     | 3                | 0                | 0                     | 0                     | 45    | 1     |